# Seinosuke Toda
Pour les articles homonymes, voir Toda.
Seinosuke Toda (戸田 誠之助, Toda Seinosuke), né le 15 janvier 1959, est un chercheur japonais en informatique théorique qui travaille à l'université Nihon à Tokyo. Il a reçu en 1998 le prix Gödel pour son théorème en théorie de la complexité.